# قوم تبع
قوم تُبَّع گروهی از مردم یمن از قبیله حمیر هستند. پادشاهان یمن لقبی به اسم «تُبّع» و «تَبابَعه» داشتند. تُبَّع دارای تمدنی بزرگ و قدرتمند لشکری و کشوری بودند.
تبع پادشاه یمن بوده ،که فردی  صالح و نیکو کار بوده است 
(خرم دل، 1056:1391)

## معنی لغوی و اصطلاحی تُبَّع
تُبّع از ریشهٔ تَبِعُ. راغب در مفردات تُبَّع را دنباله روی و تبعیت از کسی می‌داند.
«تَبِعَهُ» به کسی می‌گویند که به صورت فیزیکی وبا پذیرفتن دستور از رئیسان دیگر اطاعت می‌کند .(فرمانبردار)
دلیل گفتن تُبّع به این پادشاهان به خاطر، اطاعت و پیروی آنها از ریاست عده ای دیگر بوده‌است.

## در قرآن
در قرآن دوبار به این قوم اشاره شده‌است:
1. وَأصحَابَ الأیکَةِ و قومُ تُبَّع کُلُ کذَّب الرُسُلَ فَحَقَ وعَید «اصحاب الاکیه و قوم تُبّع فرستادگانشان را تکذیب کردند و برای آنها عذاب اتفاق افتاد»[۲]
2. أهُم خَیرُ أم قومُ تُبّعٍ والِذینَ من قَبلهِم أهلَکنَاهُم إنَّهُم کانُوا مُجرمینَ. «آیا آن‌ها بهتر بودند یاقوم تُبّع یا کسانی که قبل ازآنها بودند؟ آنهارا هلاک کردیم چون گنهکار بودند.»[۳]

## تفسیر مجمع البیان
در تفسیر مجمع البیان آمده‌است: تُبَّع، «اسعد ابو کرب» بوده و روایتی از کعب و رسول خدا وجود دارد که نشان می‌دهد، اسعد گنهکار و تکذیب کننده نبوده و منظور، قوم ایشان است که دچار عذاب می‌شوند وگرنه اسعد فردی صالح بود ه است.
قوم اسعد افرادی مغرور و ثروتمند بودند که خدار ا فراموش کرده وحتی فرستادهٔ ایشان را هم تکذیب کردند.
اسعد بن ملکی کرب حمیری معروف به تبع اسعد است. تبع سوم پادشاهان یمن، اسعد، در قرن پنجم میلادی زندگی می‌کرد.

## تاریخ
طبق تاریخ تُبّع (اسعد) درقرن ۵ میلادی برای نابود کردن خانه خدا به سمت مکه راهی می‌شود ولی دربین راه درگیر بیماری سختی می‌شود و بعد از درمان پزشکان، اسعد به مکه می‌رود و برای خانه خدا پرده می‌پوشاند. حتی تا ۶۰ روز شتری را کشته وبرای مردم می‌فرستاده‌است.
عده ای اسعد را اولین کسی می‌دانند که برای خانهٔ خدا پرده پوشانده‌است.
ابن‌عباس درجواب عده ای که گمان می‌کردند تُبّع (اسعد) گنهکار بوده، می‌گویند ایشان مسلم بوده‌اند.